# Hverringevej (Odense)
Hverringevej er en gade i Munkebjergkvarteret i Odense. Der er to veje der hedder Hverringevej, og faktisk ligger den anden Hverringevej også på Fyn, nemlig nord for Kerteminde hvor der er et gods der hedder Hverringe Gods. Vejen i Odense er ligesom vejen i Kerteminde opkaldt efter Hverringe Gods, men baggrundshistorien er en anden. 

## Opkaldelse
Vejen i Kerteminde har fået navnet fordi den gik forbi godset. Vejen i Odense har fået sit navn, fordi Odense Kommune har villet skabe orden i gadenavnene ved at opkalde nye veje i bestemte kvarterer i bestemte temaer. I Munkebokvarteret var temaet fynske herregårde. Mandag den 3. april 1944 besluttede byrådet så at vedtage temaet.
| Citat | Arealet tilhører i det væsentlige Ingeniør N. M. Knudsen og Fyns Disconto Kasse, og begge har givet deres Samtykke til den foreslaaede Opkaldelse. udvalget vil søge at gruppere Navnene i Kvarteret, saaledes at Beliggenheden af den opkaldte Vej i Kvarteret stemmernogenlunde med Gaardenes Beliggenhed på Fyen. | Citat |
|       | |       |

16. oktober samme år blev navnet Hverringevej vedtaget, da det er en vej i den nordøstlige del af kvarteret, og Hverringe ligger på det nordøstlige Fyn.
|  | Denne artikel om en bygning eller et bygningsværk kan blive bedre, hvis der indsættes et (bedre) billede. Du kan hjælpe ved at afsøge Wikimedia Commons for et passende billede eller lægge et op på Wikimedia Commons med en af de tilladte licenser og indsætte det i artiklen. |

55°22′49.11″N 10°24′14.69″Ø / 55.3803083°N 10.4040806°Ø